# Monti Owen Stanley
La Owen Stanley, in inglese Owen Stanley Range) è una catena montuosa della Papua Nuova Guinea. Questa è la parte sudest della catena montuosa centrale del paese, scoperta nel 1849 dal capitano Owen Stanley durante la sua esplorazione della costa sud dell'isola. Il suo punto più alto è il monte Victoria, scalato nel 1888 da sir William Macgregor.

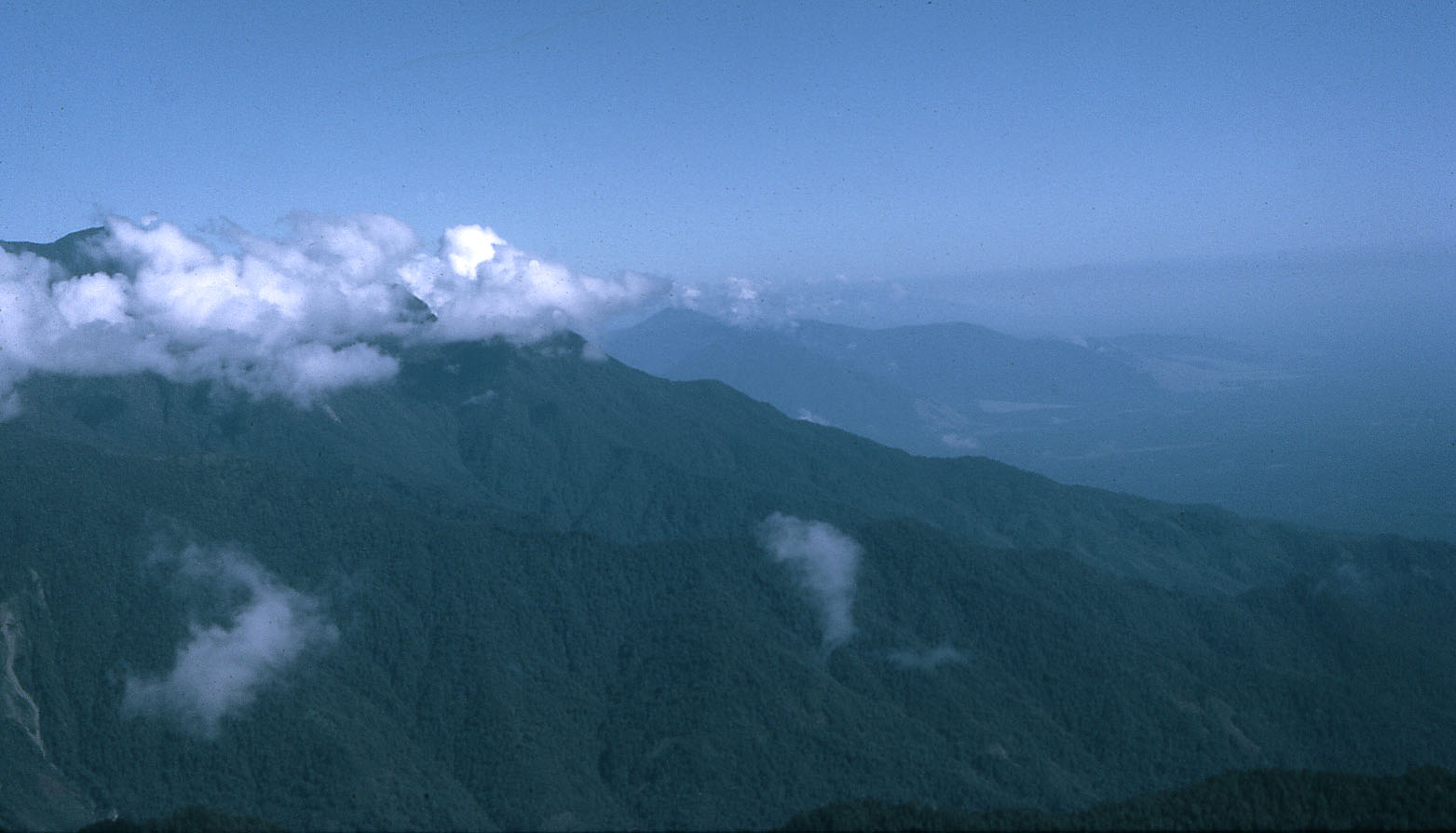
Montagne immerse tra la giungla della catena Owen Stanley nella parte centrale della Papua Nuova Guinea.